# 이연수 (야구인)
이연수(李然洙, 1963년 3월 3일 ~ )는 전 KBO 리그 쌍방울 레이더스의 선수이자, 2010년 현재 성균관대학교 야구부 감독이다.

## 출신 학교
- 광주제일고등학교
- 성균관대학교 체육교육학과 (1982학번)

## 프로 야구 선수 시절
1986년 신인 드래프트에서 빙그레의 2차 지명을 받았으나, 빙그레가 지명권을 포기하여 1987년 청보 핀토스에 입단했다. 사실 그는 김성근 감독과 악연과 인연을 동시에 갖고 있는 특징이 있다. 현역 시절에는 인연이 좋지 못했지만 지도자 생활을 하면서 좋은 인연으로 바뀌었다. 김성근 감독이 태평양 돌핀스의 감독에 부임하자마자 방출당했다. 태평양 돌핀스 방출 이후 쌍방울 레이더스로 옮겼으나, 김성근 감독 부임 이후 1995년에 또다시 방출되었는데 이적 3년째인 1992년에 친정 태평양전에서만 2홈런(6월 13일 더블헤더 1차전(9회말), 더블헤더 2차전(5회말 3점))을 쳤다. 이후 쌍방울 레이더스의 매니저를 맡았다가, 1999년에 김성근 감독의 요청으로 잠시 현역에 복귀하여 마지막까지 함께하였다. 쌍방울 해체 이후 현역에서 은퇴했다. 모교로 돌아가 2001년부터 성균관대학교 야구부 감독을 맡아 좋은 성적을 내고 있다. 대학 야구 리그에서 좋은 성적을 내게 되면서, 성균관대학교의 이니셜인 SKK와 SK의 이니셜이 비슷하게 보여 성균관대학교 야구부를 대학 야구의 SK로 불리기도 했다. 2011년 김성근 감독이 SK 와이번스에서 경질되자 김성근 감독을 성균관대학교 야구부 인스트럭터로 초빙하기도 했다.